# Blechnum attenuatum
Blechnum attenuatum är en kambräkenväxtart som först beskrevs av Olof Peter Swartz, och fick sitt nu gällande namn av Georg Heinrich Mettenius. Blechnum attenuatum ingår i släktet Blechnum och familjen Blechnaceae. Inga underarter finns listade.